# Ischnochiton oniscus
Ischnochiton oniscus är en blötdjursart som först beskrevs av Krauss 1848.  Ischnochiton oniscus ingår i släktet Ischnochiton och familjen Ischnochitonidae. Inga underarter finns listade i Catalogue of Life.